# Lene Rantala
Lene Rantala (n. 10 august 1968, Gladsaxe) este o fostă handbalistă daneză care, până în 2014, a jucat pentru clubul norvegian Larvik HK pe postul de portar. În trecut, ea a mai evoluat pentru cluburile daneze și norvegiene FIF Håndbold, Brabrand IF Håndbold, Toten HK și IK Junkeren. 
Lene Rantala a debutat la echipa națională a Danemarcei pe 14 februarie 1991, într-un meci împotriva Suediei, și a fost selecționată de atunci în 226 de meciuri oficiale. Ea este una din cele mai de succes handbaliste din lume, având în palmares trei medalii de aur și una de argint la Campionatul European, o medalie de aur, una de argint și una de bronz la Campionatul Mondial, precum și două medalii de aur la Jocurile Olimpice. Deși s-a retras de la națională în 2002, ea a revenit în 2007 pentru a încerca să-și ajute echipa să se califice la Campionatul Mondial organizat de Franța, lucru care nu s-a întâmplat.
În primăvara anului 2011, după terminarea conflictului dintre Asociația Jucătorilor de Handbal și Federația Daneză de Handbal, Rantala a fost din nou convocată la echipa națională. Pe 2 iunie 2011, ea a fost din nou selectată pentru calificările la Campionatul Mondial.
Lene Rantala are în palmares Liga Campionilor EHF, obținută în 2011 cu Larvik HK, două Cupa Cupelor, în 2005 și 2008, 14 titluri ale Norvegiei și 13 cupe ale Norvegiei.

## Palmares

### Club
- Campionatul Norvegiei:
  -  Câștigătoare: 2000, 2001, 2002, 2003, 2005, 2006, 2007, 2008, 2009, 2010, 2011, 2012, 2013 și 2014

- Cupa Norvegiei:
  -  Câștigătoare: 1998, 2000, 2003, 2004, 2005, 2006, 2007, 2009, 2010, 2011, 2012, 2013 și 2014

- Play-off-ul Norvegiei:
  - Câștigătoare:  2005, 2006, 2007, 2008, 2009, 2010, 2011, 2012 și 2013

- Liga Campionilor EHF:
  -  Câștigătoare: 2011
  - Finalistă: 2013

- Cupa Cupelor EHF:
  -  Câștigătoare: 2005, 2008
  - Finalistă: 2009

### Echipa națională
- Jocurile Olimpice:
  -  Medalie de aur: 1996, 2000

- Campionatul Mondial:
  -  Medalie de aur: 1997
  -  Medalie de argint: 1993
  -  Medalie de bronz: 1995

- Campionatul European:
  -  Câștigătoare: 1994, 1996, 2002
  -  Medalie de argint: 1998